# Liste der Baudenkmäler in Lommersum
Die Liste der Baudenkmäler in Lommersum enthält die denkmalgeschützten Bauwerke auf dem Gebiet von Weilerswist-Lommersum in Nordrhein-Westfalen (Stand: 31. Dezember 2010). Diese Baudenkmäler sind in der Denkmalliste der Stadt Weilerswist eingetragen; Grundlage für die Aufnahme ist das Denkmalschutzgesetz Nordrhein-Westfalen (DSchG NRW).

| Bild                            | Bezeichnung                              | Lage                                                | Beschreibung | Bauzeit | Eingetragen seit | Denkmal- nummer |
| ------------------------------- | ---------------------------------------- | --------------------------------------------------- | ------------ | ------- | ---------------- | --------------- |
| weitere Bilder                  | Burg Bodenheim                           |                                                     |              |         |                  | 5               |
| weitere Bilder                  | Ehemalige Synagoge                       | Lommersum Zunftgasse 9 Karte                        |              |         |                  | 9               |
| Fachwerkhaus                    | Fachwerkhaus                             | Lommersum Flittergasse 16 Karte                     |              |         |                  | 13              |
| BW                              | Fachwerkhaus                             | Bodenheim Kessenicher Straße 14 Karte               |              |         |                  | 14              |
| BW                              | Backsteinhaus                            | Bodenheim Kessenicher Straße 39 Karte               |              |         |                  | 24              |
| Fachwerkhaus                    | Fachwerkhaus                             | Lommersum Auf dem Driesch 24 Karte                  |              |         |                  | 53              |
| Fachwerkhaus                    | Fachwerkhaus                             | Lommersum Auf dem Driesch 6 Karte                   |              |         |                  | 54              |
| Fachwerkhaus                    | Fachwerkhaus                             | Lommersum Auf dem Driesch 8 Karte                   |              |         |                  | 55              |
| Alte Schmiede                   | Alte Schmiede                            | Lommersum Auf dem Driesch 18 Karte                  |              |         |                  | 56              |
|                                 | Fachwerkhaus                             | Lommersum                                           |              |         | gelöscht         | 57              |
| Massivhaus                      | Massivhaus                               | Lommersum Brabanter Straße 15 Karte                 |              |         |                  | 58              |
| BW                              | Hof Diefenthal                           | Lommersum Maasstraße 2 Karte                        |              |         |                  | 59              |
| Fachwerkhaus                    | Fachwerkhaus                             | Lommersum Schaesberggasse 8 Karte                   |              |         |                  | 60              |
| Fachwerkhaus                    | Fachwerkhaus                             | Lommersum Schaesberggasse 12 Karte                  |              |         |                  | 61              |
| Ehemaliges Rittergut Angelstein | Ehemaliges Rittergut Angelstein          | Lommersum Schweinemarkt 2 Karte                     |              |         |                  | 62              |
| Ehemalige Gaststätte            | Ehemalige Gaststätte                     | Lommersum Schweinemarkt 5 Karte                     |              |         |                  | 63              |
| Alte Schule und Küsterei        | Alte Schule und Küsterei                 | Lommersum Walramstraße 6 Karte                      |              |         |                  | 64              |
| Backsteinwohnhaus               | Backsteinwohnhaus                        | Lommersum Walramstraße 9 Karte                      |              |         |                  | 65              |
|                                 | Ehemalige Gaststätte und Kölsch-Brauerei | Lommersum                                           |              |         | gelöscht         | 66              |
| Fachwerkhaus                    | Fachwerkhaus                             | Lommersum Zunftgasse 24 Karte                       |              |         |                  | 67              |
| Dreiseithof                     | Dreiseithof                              | Lommersum Zunftgasse 26 Karte                       |              |         |                  | 68              |
| Fachwerkhof                     | Fachwerkhof                              | Lommersum Zunftgasse 30 Karte                       |              |         |                  | 69              |
| Tür                             | Tür                                      | Lommersum Brabanter Straße 21 Karte                 |              |         |                  | 78              |
| weitere Bilder                  | Katholische Pfarrkirche St. Pankratius   | Lommersum                                           |              |         |                  | 84              |
| Pfarrhaus                       | Pfarrhaus                                | Lommersum Walramstraße 12 Karte                     |              |         |                  | 101             |
| Vikarie / Küsterwohnung         | Vikarie / Küsterwohnung                  | Lommersum Walramstraße 23 Karte                     |              |         |                  | 102             |
| Bildstock                       | Bildstock                                | Lommersum Schweinemarkt / Auf dem Driesch Karte     |              |         |                  | 103             |
| Denkmal Kaiser Wilhelms I.      | Denkmal Kaiser Wilhelms I.               | Lommersum Schweinemarkt / Brabanter Straße Karte    |              |         |                  | 104             |
| BW                              | Wegekreuz                                | Bodenheim In der Höhle Karte                        |              |         |                  | 107             |
| Wegekreuz                       | Wegekreuz                                | Lommersum Walramstraße Karte                        |              |         |                  | 109             |
| Wegekreuz                       | Wegekreuz                                | Lommersum Brabanter Straße / Limburger Straße Karte |              |         |                  | 110             |
| BW                              | Wegekreuz                                | Bodenheim Kessenicher Straße / In der Höhle Karte   |              |         |                  | 111             |
| Wegekreuz                       | Wegekreuz                                | Lommersum Auf dem Drisch / Flittergasse 3 Karte     |              |         |                  | 116             |
| Ehrenmal                        | Ehrenmal                                 | Lommersum Walramstraße (Kirchplatz) Karte           |              |         |                  | 118             |
| BW                              | Neuer Friedhof                           | Lommersum Brüsseler Straße / Löwener Straße Karte   |              |         |                  | 132             |
| BW                              | Jüdischer Friedhof                       | Lommersum Am Lohgraben Karte                        |              |         |                  | 133             |
| Spanisches Rathaus Lommersum    | Spanisches Rathaus Lommersum             | Lommersum Spanischer Platz Karte                    |              |         |                  | 136             |

- Karte mit allen Koordinaten:
- OSM |
- WikiMap